# ぐっどあふたぬ〜ん
『ぐっどあふたぬ〜ん』は、1997年6月2日〜7月18日にTBS「花王 愛の劇場」枠にて放送された昼ドラマである。全35話。

## キャスト
- 鮎原こずえ - 河合美智子
- 鮎原健一 - 金山一彦
- 鮎原誠 - 香川拓海
- 赤松加世子 - 網浜直子
- 赤松豊 - 近江谷太朗
- 赤松ユカ - 斉藤里奈
- 白川葉子 - 松本留美
- 鮎原清子 - 草村礼子
- 黒岩百合子 - 田岡美也子
- 大芝愛 - 大島蓉子
- 磯野鈴代 - 広岡由里子
- 円城寺明 - 天衣織女
- 河西健司
- 朱源実
- 猫背椿
- 松井紀美江
- 棟里佳
- 真山恵衣
- 二階堂美由紀
- 仮屋ルリ子
- 藤貴子
- 石井宏子
- 主浜はるみ

## スタッフ
- 演出 - 佐藤健光、藤嘉行
- 演出補 - 堀口明洋
- 制作主任 - 三宅俊英
- 制作担当 - 法村勝
- プロデューサー - 原克子
- プロデューサー補 - 嶋村希保
- 脚本 - 清水東、上岡一美
- 選曲 - 高橋拓
- 制作 - 松竹、TBS

## 主題歌
- 『Dancing in The Street』 歌 - デヴィッド・ボウイ&ミック・ジャガー